# Windfus
Windfus ist ein Ort von 106 Ortschaften der Gemeinde Reichshof im Oberbergischen Kreis im nordrhein-westfälischen Regierungsbezirk Köln in Deutschland.

## Lage und Beschreibung
Windfus liegt nördlich der Wiehltalsperre, die nächstgelegenen größeren Städte sind Gummersbach (17 km nordwestlich), Köln (60 km westlich) und Siegen (33 km südöstlich).

## Geschichte

### Erstnennung
Die erste Nennung des Ortes Windfus erfolgte in der Urkunde Ort in der Karte von Arnold Mercator aus dem Jahr 1575. Die Schreibweise dieser Erstnennung lautete Windfuoß, das die Bedeutung eines Ortes in einer windgeschützten Mulde hat.
Geschichtlich ist das Dorf Windfus eingebettet in die Historie des ehemaligen Reichshofes Eckenhagen, wie ihn Kaiser Barbarossa, seinem Kanzler und Erzbischof von Köln, Rainald von Dassel, im Jahre 1167 zum Geschenk machte. Ab 1960 erweiterte sich Windfus, das zu diesem Zeitpunkt aus dem alten Ortskern mit seinen zehn Häusern bestand, erheblich. Viele Bewohner aus den Ostgebieten siedelten sich neben Menschen aus den Städten von Rhein und Ruhr in dem Tal am Puhlbruch an.

### Ortsgemeinschaft
Damit konnte die Basis für eine funktionierende Ortsgemeinschaft gelegt werden, in die alle – die Alt-Ortsansässigen wie Zugereisten – ihre Begeisterung für die Heimat einbringen konnten.
Diese Begeisterung brachte Windfus im November 1979 die Goldplakette im Landeswettbewerb Unser Dorf soll schöner werden ein.
1998 löste sich die Ortsgemeinschaft Windfus auf. Einige Mitglieder gründeten dann die Interessengemeinschaft Grillhütte.
Auf dem ehemaligen Gelände der Palettenfabrik Oestreich entstand ein kleines Neubaugebiet mit sieben Einfamilienhäusern.
| Bevölkerungsentwicklung | Bevölkerungsentwicklung |
| Jahr                    | Einwohner               |
| ----------------------- | ----------------------- |
| 1991                    | 297                     |
| 2005                    | 345                     |
| 2008                    | 353                     |
| 2017                    | 339                     |
| 2018                    | 347                     |
| 2019                    | 353                     |

## Kultur und Sehenswürdigkeiten

### Grünflächen und Naherholung
- Waldlehrpfad: Der Waldlehrpfad soll den interessierten Bürger anhand der aufgestellten Schilder über die Pflanzen und Tiere der Region informieren, und dem Besucher Landschaft und Wald erschließen. Sehenswert ist die Naturwaldzelle. Anlässlich des Europäischen Naturschutzjahres 1970 wurden im Staatswald des Landes NRW sogenannte Naturwaldzellen ausgewählt, zu denen der Buchenwald im Puhlbruch zählt. Es ist die einzige im Bergischen Land. So werden abgestorbene Bäume dort nicht mehr gefällt, umgefallene oder abgebrochene Bäume bleiben liegen. Bei der Gestaltung dieses Waldlehrpfades, der 1965 errichtet wurde, hat die Waldjugend Windfus regen Anteil. In Zusammenarbeit mit dem Regionalforstamt Rhein-Sieg-Erft wird der Lehrpfad laufend gesäubert, betreut und ergänzt. Auch die Schaukästen am Wege werden von der Waldjugend mit Anschauungsmaterial bestückt. 1 Meiler, 35 Schilder und Infotafeln, 1 Eisenverhüttungsbezirk, 4 Schaukästen, 11 Schautafeln, 9 Bänke, 2 Schutzhütten und 2 Schutzpilze gehören zur Ausstattung. Aus Anlass des 50-jährigen Bestehens 2015 wurden ein Waldxylophon, eine neue Köhlerhütte und eine "Wildnisbank" errichtet. Über 500.000 Gäste besuchten in dieser Zeit den 4,5 km langen Lehrpfad. Am Ortseingang befindet sich ein Wandererrastplatz mit Schutzpilz (Rundsitz) und Spielgeräten. Von hier aus führen die Rundwege A2 (5,3, km) und A6 (3,3 km) entlang des Steinaggernebenarmes durch herrliche Mischwälder. Hier ist auch ein Zuweg zum Bergischen Panoramasteig.(Gemeinde Reichshof, Seite: Abenteuer & Freizeit, Freizeittipps) 2021 errichtete die Waldjugend um die Herrenwiese in Windfus einen Waldaktionspfad "Rettet unsere Waldvögel".
- Forsthaus Windfus: Altes preußisches Forsthaus. Unterhalb dieser Einrichtung gibt es ein Damwildgehege mit kleiner Aussichtsplattform.
- Naturschutzgebiet Puhlbruch/Silberkuhle: 340 ha des 564 ha großen Waldgebietes wurden am 12. Juni 2008 vom Kreistag des Oberbergischen Kreises unter Naturschutz gestellt. Mit großem Engagement hat sich die Waldjugend Windfus über einen Zeitraum von vier Jahren für die Unterschutzstellung eingesetzt. Hangmoore, Wacholderheiden, Quell- und Stillgewässer und die Naturwaldzelle bilden die wichtigsten Kernzonen des Waldes. Vögel, Amphibien, Fische, Insekten, Fledermäuse, Moose und Flechten finden hier passenden Lebensraum. Steinbrüche und Steilböschungen sind Lebens- und Rückzugsraum für seltene, gefährdete Tier- und Pflanzenarten. Neuntöter, Eisvogel, Grasfrosch, Raufußkauz, Wasseramsel sind hier u. a. heimisch wie Besenheide, Arnika, Wollgras oder Knabenkräuter.[3][4]
- Waldjugendheim: Das Waldjugendheim Windfus (240 m²) wurde in mehreren Abschnitten von Waldjugend-Mitgliedern, deren Eltern und Mitgliedern der Dorfgemeinschaft ehrenamtlich errichtet. Es ist Heimstätte für Kinder und Jugendliche des Ortes Windfus und der näheren Umgebung. Hier gestalten sie ihre Freizeit und engagieren sich im Umweltschutz. Die Waldjugend wurde 1963 gegründet. Aus Anlass des 50-jährigen Bestehens im Jahre 2013 war der bekannte Tierfilmer und Buchautor Andreas Kieling Gast der Naturschützer.
- Star-Treff Windfus – Wald der nächsten Generationen: Bisher waren 72 Personen und Gruppen zu Gast, die am Waldjugendheim im "Wald der nächsten Generationen" einen Baum pflanzten. Dieses waren u. a. Tierforscher Heinz Sielmann, Ivan Rebroff, Karlheinz Böhm, Arved Fuchs, Rudi Völler, Fritz Pleitgen, Rudolf Schock und Rüdiger Nehberg.[5] Jede Pflanzaktion beinhaltete ein umfangreiches Rahmenprogramm.[6]

### Vereine
- Interessengemeinschaft Grillhütte
- Waldjugend Windfus: Erhielt Auszeichnung für ihre Leistungen im Naturschutz vom Bundesverband Bürgerinitiativen Umweltschutz. Des Weiteren den Klaus-Gundelach-Preis, den vom Axel-Springer-Verlag herausgegebenen Preis Jugend schützt Umwelt und verschiedene Platzierungen bei Wettbewerben.[7]